# アメリカン・サイエンティスト
アメリカン・サイエンティスト（American Scientist）は、アメリカ合衆国で発行されている科学と技術に関する雑誌である。非公式にAmSciと略される。1913年より、科学者のオナーソサエティであるシグマ・サイが発行しており、一般向け科学雑誌としては世界有数の歴史がある。
分子生物学から計算機工学まで、様々な科学・技術の分野の研究をレビューする、著名な科学者や技術者による特集記事が掲載されている。また、シドニー・ハリス、ベニータ・エプスタイン、マーク・ヒースなどの漫画家の作品も掲載されている。科学関連の書籍や小説を幅広く紹介するScientists' Nightstandも掲載されている。
2003年5月には、オンライン版のアメリカン・サイエンティスト・オンライン（American Scientist Online、ISSN 1545-2786）が開設された。